# 5S
5S  is een begrip uit de Japanse managementfilosofie "lean manufacturing", dat refereert aan vijf Japanse woorden die "schoonmaken of "opruimen" beschrijven, in de ruime betekenis van het woord.

## Het 5S-systeem
| De vijf basisbegrippen | De vijf basisbegrippen | De vijf basisbegrippen        |
| ---------------------- | ---------------------- | ----------------------------- |
| Seiri                  | 整理                   | Scheiden                      |
| Seiton                 | 整頓                   | Schikken                      |
| Seisō                  | 清掃                   | Schoonmaken                   |
| Seiketsu               | 清潔                   | Standaardiseren               |
| Shitsuke               | 躾                     | Standhouden of Systematiseren |

### S1: Scheiden
Scheiden of opruimen betekent hier onderscheid maken tussen wat noodzakelijk en wat overbodig is. Het onnodige moet verdwijnen. Dat zijn onder andere kapotte of beschadigde voorwerpen, voorwerpen die lang niet meer gebruikt of onveilig zijn. Het risico op vallen, struikelen, stoten, beschadigen en verwonden vermindert aanzienlijk en de doorgangen worden ruimer. Een praktisch systeem om voorwerpen te scheiden, is om naar alle aanwezige voorwerpen te kijken en zich af te vragen waarom dit voorwerp hier is. Als het onduidelijk is krijgt een voorwerp een rode kaart met daarop de vraag wat er met het voorwerp moet gebeuren. Een criterium hiervoor kan de gebruiksfrequentie zijn: hou enkel die zaken aanwezig op de werkplek die nodig zijn voor de productie van de komende week. Bij het scheiden wordt met de verschillende gebruiksfrequenties rekening gehouden. De 5S-begeleider stelt de vragen en doet voorstellen, maar de werknemer/gebruiker beslist uiteindelijk zelf.

### S2: Schikken
Schikken betekent de gereedschappen een vaste plek geven, de werkplek zodanig organiseren dat iedereen alles snel en gemakkelijk kan vinden: een geschikte plaats voor alles en alles op zijn geschikte plaats. Hierbij wordt rekening gehouden met ergonomie en hygiëne. Alles binnen handbereik bijvoorbeeld.

### S3: Schoonmaken
Schoonmaken betekent het reinigen van muren, vloeren en alle machines, gebruiksvoorwerpen, opbergsystemen, …, en het voorkomen van verontreiniging door het elimineren van oorzaken van storingen en incidenten, zoals het uitschakelen van vervuilingsbronnen. Het is ook het vastleggen van schoonmaakmethodes, standaarden en verantwoordelijkheden, regels en normen opstellen. Schoonmaken verhoogt en veiligheid en vermindert de kans op afkeur. Ook is schoonmaken een hulpmiddel om de machine in optimale staat te houden. De gevonden afwijkingen kunnen worden doorgegeven aan de desbetreffende afdeling/persoon en tijdens het preventieve onderhoud worden vervangen of hersteld.

### S4: Standaardiseren
Standaardiseren geeft duurzaamheid aan de eerste drie stappen. De eerste drie S'en worden een gewoonte door methodes in te voeren die deze eerste fases vastleggen. Enkele methodes zijn: visuele hulpmiddelen gebruiken (afbakening met lijnen, kleuren, ...), iedereen kent het wie, wat, waarom, hoe, ... van de werkplaats, de betrokkenen kunnen snel een onderscheid maken tussen normaal en abnormaal, ... Onvoorziene omstandigheden brengen risico's met zich mee. Door gestandaardiseerde procedures zijn die verrassingen tot een minimum beperkt.

### S5: Standhouden of systematiseren
Systematiseren betekent het borgen van de andere vier pijlers, de zorg voor behoud en continuïteit, het altijd volgen van de gestandaardiseerde procedures. Hulpmiddelen zijn controlelijsten of audits op orde en netheid. De auditresultaten kunnen bekendgemaakt worden via tabellen of figuren en persoonlijke of themadoelstellingen kunnen afgesproken worden zodat een regelmatige evaluatie van deze scores mogelijk is.

### 5S + 3
Safety (veiligheid), security (beveiliging), en satisfaction (tevredenheid) worden soms ook meegerekend. Deze maken echter geen deel uit van de oorspronkelijke 5S. Ze zijn simpeler om de voordelen van 5S uit te leggen en geen aparte of volledigere ideologie.

## Voor- en nadelen
Slordigheid en gebrek aan properheid leiden makkelijk tot ongevallen. Struikel- en valgevaar bij rondslingerend materieel, risico op uitglijden over water- of vetvlekken, het zijn maar enkele, voor velen zeer herkenbare voorbeelden. Het 5S-systeem streeft een opgeruimde, goed georganiseerde en overzichtelijke werkplaats na. Op die manier neemt vanzelf ook de arbeidsveiligheid toe en niet alleen de veiligheid, men kan ook sneller iets vinden, of merken dat iets weg is en aangevuld moet worden. Dit leidt tot snellere processen met minder variabiliteit, trainingsnoodzaak en fouten, kortom minder muda. Nadeel is dat men hiervoor gedisciplineerd moet werken, waarvoor oefening noodzakelijk is.